# Harzy
Harzy is een dorp in de gemeente Bastenaken in de Belgische provincie Luxemburg. De plaats ligt in de deelgemeente Wardin, net ten noordoosten van het dorpscentrum van Wardin, waarmee het vergroeid is.

## Geschiedenis
Op het eind van het ancien régime werd Harzy een gemeente, waartoe ook Benonchamps en Mageret behoorden. In 1823 werden bij een grote gemeentelijke herindeling in Luxemburg veel kleine gemeenten samengevoegd en Harzy werd bij de gemeente Wardin gevoegd.

## Bezienswaardigheden
- De chapelle des Saints-Anges Gardiens

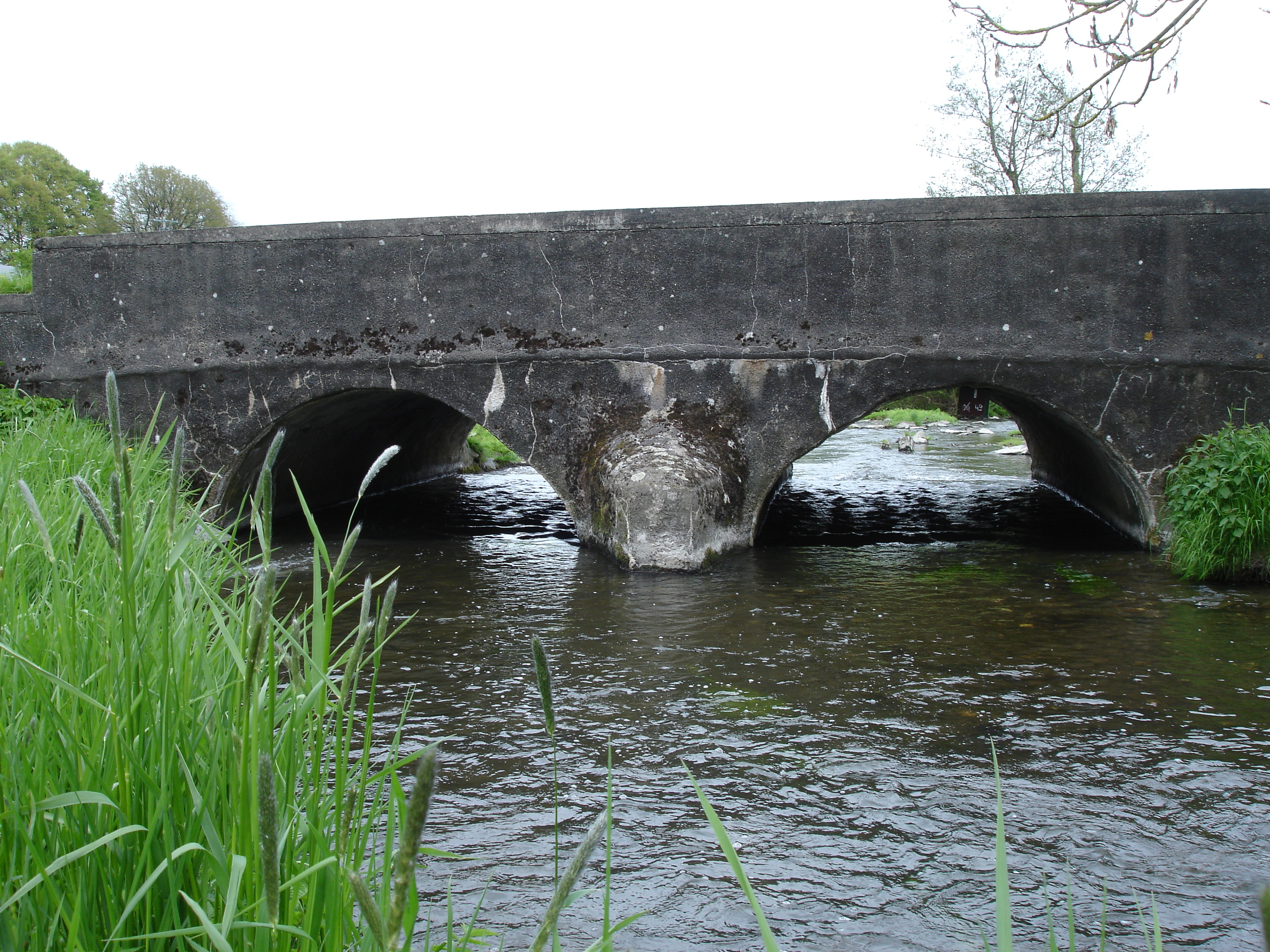
Brug over de Wiltz tussen Benonchamps en Harzy.

Deelgemeenten: Bastenaken · Bertogne ·Flamierge ·Longchamps · Longvilly · Noville · Villers-la-Bonne-Eau · Wardin

Overige dorpen: Al-Hez · Arloncourt · Benonchamps · Berhain · Bethomont · Bizory · Bourcy · Bras · Champs · Cobru · Compogne · Fagnoux · Fays · Flamisoul · Foy · Frenet · Gives · Givroulle · Givry · Hardigny · Harzy · Hemroulle · Horritine · Isle-la-Hesse · Isle-le-Pré · Livarchamps · Losange · Lutrebois · Lutremange · Luzery · Mande-Saint-Étienne · Mageret · Marenwez · Marvie · Michamps · Moinet · Monaville · Mont · Neffe · Oubourcy · Rachamps · Recogne · Remoifosse · Rolley · Rouette · Roumont · Salle · Savy · Senonchamps · Troismont · Tronle · Vaux · Wicourt · Wigny · Withimont

Belgische gemeenten · Arrondissement Aarlen · Luxemburg · Wallonië